# 스트랜드버그

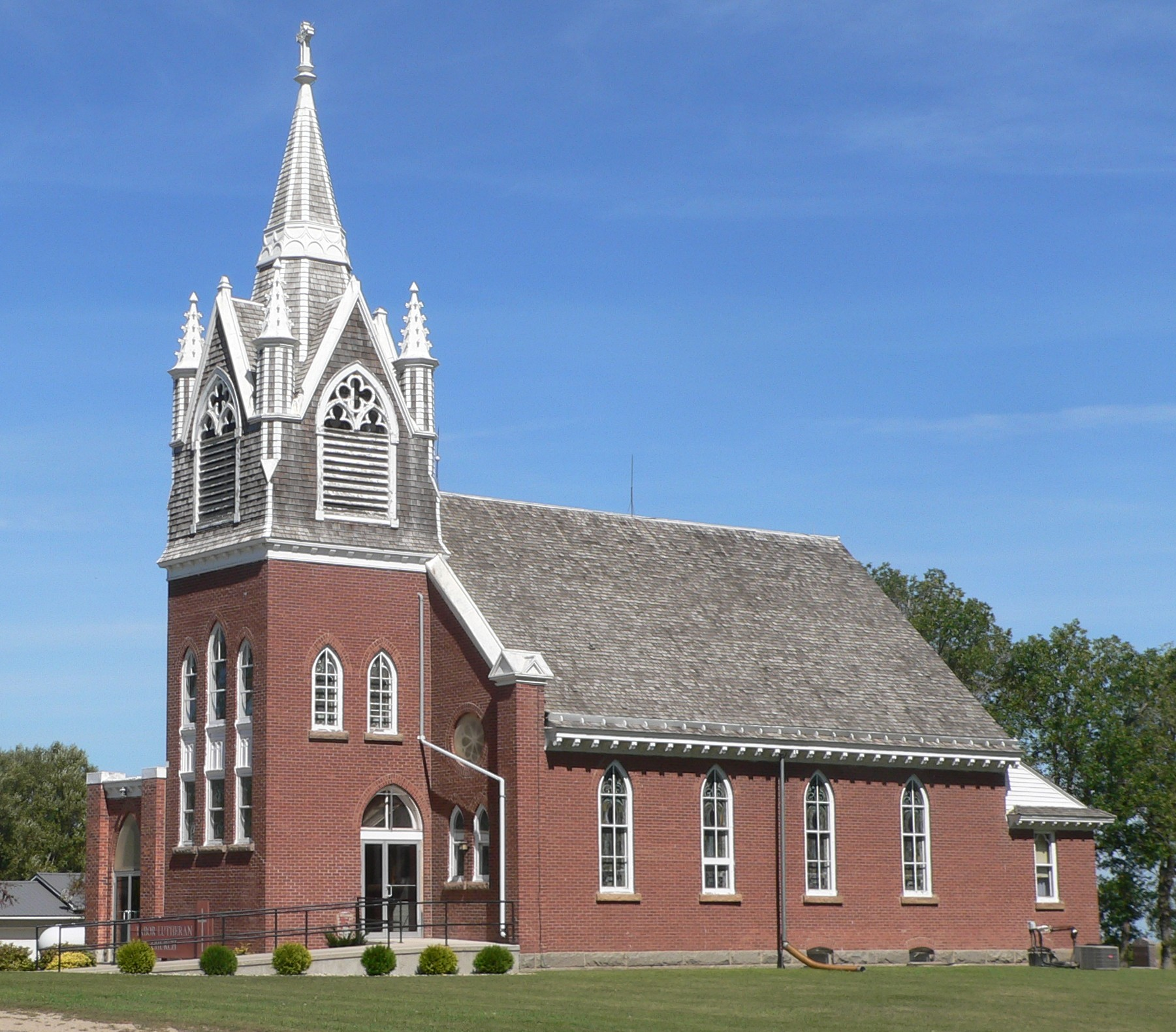

스트랜드버그(Strandburg)는 미국 사우스다코타주 그랜트군 남부의 타운이다.
2020년 미국 인구 조사 기준으로 이 지역의 인구 수는 63명이다. 이 지명은 이 타운의 설립자 스웨디시 존 스트랜드버그(Swedish John Strandburg)의 이름에서 기원한다.

## 지리
미국 인구조사국에 따르면 이 지역의 총 면적은 0.21 제곱 킬로미터이며 모두 육지이다.
ZIP 코드는 57265이며 FIPS 장소 코드는 61980이다.

## 인구
| 인구조사              | 인구 | Note | %±     |
| --------------------- | ---- | ---- | ------ |
| 1920년                | 169  |      | —      |
| 1930년                | 113  |      | −33.1% |
| 1940년                | 177  |      | 56.6%  |
| 1950년                | 144  |      | −18.6% |
| 1960년                | 105  |      | −27.1% |
| 1970년                | 98   |      | −6.7%  |
| 1980년                | 79   |      | −19.4% |
| 1990년                | 74   |      | −6.3%  |
| 2000년                | 69   |      | −6.8%  |
| 2010년                | 72   |      | 4.3%   |
| 2020년                | 63   |      | −12.5% |
| U.S. Decennial Census |      |      |        |